# George Peregrine Walsh
George Peregrine Walsh, britanski general, * 30. junij 1899, Shillong, Britanska Indija, † 5. februar 1972, Warmwell, Anglija.